# 弗雷德里克斯堡鎮區 (愛荷華州奇克索縣)
弗雷德里克斯堡鎮區（英語：Fredericksburg Township）是位於美國愛荷華州奇克索縣的一個行政鎮區。

## 地方資料
根據2010年美國人口普查的數據，弗雷德里克斯堡鎮區的面積為93.02平方千米，當中陸地面積為93.01平方千米，而水域面積為0.01平方千米。當地共有人口982人，而人口密度為每平方千米10.56人。